# 浦梅铁路
浦梅铁路，又称浦建龙梅铁路，是原海峡西岸经济区铁路网规划项目之一。
线路原规划由浦城站引出，经武夷山、邵武、建宁、宁化、清流、连城（莲峰镇）、冠豸山（朋口镇）后通过赣瑞龙铁路至龙岩，与龙厦线连接，设计时速160公里，全长约530公里。

## 概况
该线路原为十二五国家铁路规划项目，2016年4月21日建宁至冠豸山段先期开工建设。后由于规划调整，建宁向北至浦城和冠豸山往南延伸经上杭、武平、蕉岭至梅州段铁路被龙龙铁路所替代而取消建设。
2021年4月国铁集团正式将原浦城至梅州铁路建宁至冠豸山段，建宁县北至宁化段线路命名为建化铁路，清流至赣瑞龙及赣龙线冠豸山段线路命名为清冠铁路，宁化至清流段与兴泉铁路共线。
2021年9月30日，兴泉铁路兴国至清流段、浦梅铁路建宁至冠豸山段开通运营。